# Genista scorpius
Genista scorpius é uma espécie de planta com flor pertencente à família Fabaceae. 
A autoridade científica da espécie é (L.) DC., tendo sido publicada em Flore Française. Troisième Édition 4: 493. 1805.

## Portugal
Trata-se de uma espécie presente no território português, nomeadamente em Portugal Continental.
Em termos de naturalidade é nativa da região atrás indicada.

## Protecção
Não se encontra protegida por legislação portuguesa ou da Comunidade Europeia.